# Markttransparenzstelle für den Großhandel im Bereich Strom und Gas
Im Dezember 2012 schuf das Gesetz zur Einrichtung einer Markttransparenzstelle  für den Großhandel mit Strom und Gas (MTS), (MTS-Gesetz) die Grundlage für eine umfassendere Aufsicht über die Großhandelsmärkte für Strom und Gas.
Es sieht die Einrichtung einer Markttransparenzstelle Strom/Gas bei der Bundesnetzagentur vor, deren Aufgaben Bundesnetzagentur und Bundeskartellamt einvernehmlich wahrnehmen und in der beide Behörden auch personell zusammenarbeiten. Aufgabe der Markttransparenzstelle Strom/Gas ist die Überwachung des Großhandels mit Strom und Gas, um Auffälligkeiten bei der Bildung der Preise auf der Großhandelsebene zu identifizieren, die auf missbräuchliches Verhalten – sei es etwa im Handelsbereich oder aufgrund des Missbrauchs von Marktmacht – zurückzuführen sein können. Zu diesem Zweck wird die Markttransparenzstelle Strom/Gas Daten zu Handelstransaktionen sowie Fundamentaldaten sammeln und untersuchen.